# جيسون مكاي
جيسون مكاي (بالإنجليزية: Jason McKay)‏ مواليد 11 أكتوبر 1977 في أيرلندا الشمالية، المملكة المتحدة، هو ملاكم محترف أيرلندي بدأ مسيرته الاحترافية سنة 2002.

## إحصائيات
خاض خلال مسيرته 23 نزالا، فاز في 20 ولم يتعادل وخسر في 3. فاز بالضربة القاضية في 6 نزالا.

## روابط خارجية
- جيسون مكاي على موقع بوكس ريك (الإنجليزية) (registration required)